# Phoma subboltshauseri
Phoma subboltshauseri är en lavart som beskrevs av Boerema, Gruyter & Noordel. 1997. Phoma subboltshauseri ingår i släktet Phoma, ordningen Pleosporales, klassen Dothideomycetes, divisionen sporsäcksvampar och riket svampar.   Inga underarter finns listade i Catalogue of Life.